# Jacobsite
La jacobsite (simbolo IMA: Jcb) è un minerale piuttosto raro del supergruppo dello spinello e in particolare degli ossispinelli, nella cui famiglia occupa un posto nel sottogruppo dello spinello;; appartiene alla classe minerali degli "ossidi e idrossidi" con la composizione chimica idealizzata Mn2+Fe3+2O4 ed è quindi chimicamente un ossido di manganese-ferro.
Insieme alla magnetite (Fe2+(Fe3+)2O4), la jacobsite forma una serie completa di cristalli misti.

## Etimologia e storia
La jacobsite è stata scoperta per la prima volta nell'ex miniera di ferro e manganese di Jakobsberg, che si trova a circa 2 km a sud di Nordmark, nel comune svedese di Filipstad. Fu descritta per la prima volta nel 1869 da Augustin Alexis Damour, che chiamò il minerale riprendendo il nome dalla sua località tipo.
Il campione tipo del minerale è conservato nel Museo svedese di storia naturale di Stoccolma.

## Classificazione
L'attuale classificazione dell'Associazione Mineralogica Internazionale (IMA) include la jacobsite nel supergruppo dello spinello, dove si trova insieme a cromite, cocromite, coulsonite, cuprospinello, dellagiustaite, deltalumite, franklinite, gahnite, galaxite, guite, hausmannite, hercynite, hetaerolite, maghemite, magnesiocromite, magnesiocoulsonite, magnesioferrite, magnetite, manganocromite, spinello, termaerogenite, titanomaghemite, trevorite, vuorelainenite e zincocromite,con le quali forma il sottogruppo dello spinello all'interno degli ossispinelli (a partire dal 2018). Fanno parte di questo gruppo anche la chihmingite e la chukochenite descritte dopo il 2018, nonché la nicromite, il cui nome non è stato ancora riconosciuto dal CNMNC dell'IMA.
Già nell'obsoleta, ma in parte ancora in uso, 8ª edizione della sistematica dei minerali secondo Strunz, la jacobsite apparteneva alla classe minerale di "Ossidi e idrossidi" e lì alla sottoclasse di "Composti con M3O4 e composti correlati", dove insieme a franklinite, magnesioferrite, magnetite e trevorite formava il gruppo degli "spinelli di ferro (III)" con il sistema nº IV/B.01b.
Secondo Stefan Weiß, nella Sistematica dei lapis (Lapis-Systematik), che si basa ancora su questa vecchia forma di sistematica di Strunz per rispetto dei collezionisti privati e delle collezioni istituzionali, il minerale è stato assegnato al sistema e al minerale nº IV/B.02-30. In questa Sistematica ciò corrisponde alla divisione un po' più precisa di "ossidi con [la quantità di sostanza] rapporto metallo:ossigeno = 3:4 (spinello tipo M3O4 e composti correlati)", dove la jacobsite forma il gruppo degli "spinelli di ferrite" insieme a cuprospinello, franklinite, magnesioferrite, magnetite e trevorite (a partire dal 2018).
La 9ª edizione della sistematica minerale di Strunz, in vigore dal 2001 classifica anche la jacobsite nella classe degli ossidi con il rapporto di quantità del materiale "metallo : ossigeno = 3 : 4 e simili". Tuttavia, questa è ulteriormente suddivisa in base alla dimensione relativa dei cationi coinvolti, in modo che il minerale possa essere trovato in base alla sua composizione nella suddivisione "Con solo cationi di medie dimensioni", dove è elencato insieme a cromite, cocromite, coulsonite, cuprospinello, filipstadite, franklinite, gahnite, galaxite, hercynite, magnesiocromite, magnesiocoulsonite, magnesioferrite, magnetite, manganocromite, nicromite, qandilite, spinello, trevorite, ulvöspinello, vuorelainenite e zincocromite formano il "gruppo spinello" con il sistema nº 4.BB.05.
La classificazione dei minerali secondo Dana, che viene utilizzata principalmente nel mondo anglosassone, classifica anche la jacobsite nella classe di "Ossidi e Idrossidi" e lì nella classe "Ossidi multipli". La si trova insieme a brunogeierite, cuprospinello, franklinite, magnesioferrite, magnetite e trevorite nel "sottogruppo ferro" con il sistema nº 07.02.02 all'interno della suddivisione degli "ossidi multipli (A+B2+)2X4, gruppo dello spinello".

## Chimica
Nella composizione teoricamente ideale, cioè pura, della jacobsite (Mn2+Fe3+2O4), il minerale è costituito da manganese (Mn), ferro (Fe) e ossigeno (O) nel rapporto materiale di 1 : 2 : 4 tipico degli spinelli. Ciò corrisponde a una frazione di massa (% in peso) del 23,82% in peso di manganese, del 48,43% in peso di ferro e del 27,75% in peso di ossigeno.
Tuttavia, i campioni analizzati provenienti dalla località tipo di Jakobsberg in Svezia e dal sito di Bald Knob nella contea di Alleghany della Carolina del Nord (Stati Uniti) hanno mostrato che una piccola percentuale di manganese bivalente (Mn2+) è stata sostituita da Fe2+ e/o magnesio (Mg) e una piccola percentuale di ferro trivalente (Fe3+) da Mn3+. La formula chimica è quindi data anche in varie fonti come (Mn2+, Fe2+, Mg) (Fe3+, Mn3+)2O4.
Inoltre, i campioni avevano livelli molto bassi di alluminio e titanio, che non sono stati inclusi nella formula di miscelazione.

## Abito cristallino
La jacobsite cristallizza sistema cristallino cubico nel gruppo spaziale Fd3m (gruppo nº 227) con la costante di reticolo a = 8,47 Å e otto unità di formula per cella unitaria.
La jacobsite raramente sviluppa cristalli ottaedrici fino a circa 6 mm di dimensione. Di solito si trova sotto forma di frammenti arrotondati e aggregati minerali da granulari a massicci o rivestimenti crostosi. Il minerale è generalmente opaco e traslucido solo ai bordi sottili del cristallo. Le superfici dei cristalli da nero-brunastro a nero hanno una lucentezza da semimetallica a metallica. In forma aggregata, invece, le superfici sono piuttosto opache. Il colore dello striscio di jacobsite differisce dal colore della sua superficie, variando tra il nero-rossastro e il marrone.

## Modificazioni e varietà
La jacobsite-Q è un dimorfo della jacobsite; precedentemente conosciuta con il nome iwakiite, non è più riconosciuta dall'Associazione Mineralogica Internazionale come specie minerale a sé dal 2018.

## Origine e giacitura
La jacobsite si forma principalmente o secondariamente come prodotto di conversione da altri minerali contenenti manganese in depositi metamorfici di manganese. I minerali complementari includono hausmannite, galaxite, braunite, pirolusite, coronadite, ematite e magnetite.
Essendo una formazione minerale piuttosto rara, la jacobsite può essere abbondante in vari siti, ma nel complesso non è molto diffusa. Finora sono stati documentati circa 180 siti (a partire dal 2018) per la jacobsite. Oltre alla sua località tipo, la miniera di Jakobsberg vicino a Nordmark, il minerale è stato trovato anche in diversi luoghi della provincia di Värmland, tra cui Långban e Pajsberg. Altri siti ben noti in Svezia sono Garpenberg nel comune di Hedemora e Ulvshyttan nel comune di Ludvika, Kesebol nel comune di Åmål e Grythyttan nel comune di Hällefors, diverse miniere nel comune di Lindesberg e il giacimento minerario di Häste nel comune di Norberg.
In Germania, la jacobsite è stata trovata in campioni di roccia provenienti dalla cava di riolite Fuchs sull'Hartkoppe vicino a Sailauf in Baviera, che è anche considerata la località tipo per i minerali sailaufite e okruschite. Ulteriori ritrovamenti di jacobsite sono stati segnalati nella miniera di Fischbacher nel distretto di Altenkirchen e nel Krufter Ofen, in diverse località vicino a Mendig e presso l'Ettringer Bellerberg nel distretto di Mayen-Koblenz in Renania-Palatinato, nonché dal pozzo 139 vicino a Lauta nell'Erzgebirgskreis sassone.
In Austria, il minerale è stato trovato, tra l'altro, in campioni di roccia raccolti durante la costruzione del muro per il bacino idrico di Mooserboden. Sui pendii a est della diga, le prasiniti presenti sono attraversate da vene contenenti manganese, due delle quali sono state tagliate durante la costruzione della diga negli anni '50. [18] Inoltre, la jacobsite è nota per un affioramento di radiolarite sul Fuchsalm nella valle del Taurach, sempre a Salisburgo. Altri due siti ben noti sono la mineralizzazione del manganese sul Friedlkogel vicino a Veitsch in Stiria, nella valle di Ködnitz e sulla Wunspitze in Tirolo.
In Svizzera, la jacobsite è stato finora trovata ad Ausserferrera e Le Prese nel Canton Grigioni, nel comune di Sargans nel Canton San Gallo e a Pipjitälli vicino al ghiacciaio Pipji e nella Täschtal, parte della valle di Matter nel Canton Vallese.
Altre località conosciute fino a oggi includono Australia, Brasile, Canada, Cina, Francia, Ghana, India, Israele, Italia, Giappone, Kazakistan, Kenya, Marocco, Repubblica di Macedonia, Messico, Mongolia, Namibia, Norvegia, Romania, Russia, Slovacchia, Sud Africa, Spagna, Sudan, Tanzania, Turchia, Regno Unito e Stati Uniti d'America.

## Forma in cui si presenta in natura
Il composto Mn2+Fe3+2O4 è dimorfico e si presenta in natura come iwakiite cristallizzante tetragonale oltre alla giacobite cristallizzante cubica.
Un minerale descritto da Lars Johan Igelström (1822-1897) nel 1894 e indicato come magnetostibiano, è stato inizialmente classificato come un ossido di antimonio complesso da Paul B. Moore e nel 1973 è stato considerato identico alla jacobsite e quindi screditato.
Una miscela minerale di hausmannite e jacobsite, prende il nome di vredenburgite.